# Landessportler des Jahres (Thüringen)
Die Wahl der Thüringer Sportler des Jahres wird seit 1991 durchgeführt. Sie wird vom Landessportbund Thüringen, der Stiftung Thüringer Sporthilfe und Sportjournalisten organisiert. Bis 1994 stimmten neben Sportgremien und Mitgliedern des Thüringer Sportjournalisten-Clubs auch Zeitungsleser ab, anschließend gab es bis 2011 keine öffentliche Beteiligung. Seit 2012 wird wieder eine öffentliche Abstimmung durchgeführt. Eine Expertenjury nominiert pro Kategorie eine Vorauswahl von je acht Sportlern bzw. Mannschaften. Die Behindertensportler werden von einer Jury ernannt.
Am häufigsten wurden bei den Männern der Nordische Kombinierer Ronny Ackermann, der Radrennfahrer Marcel Kittel und die beiden Biathleten Sven Fischer und Frank Luck (je 3×), bei den Frauen die Eisschnellläuferin Gunda Niemann-Stirnemann und die Bahnradfahrerin Kristina Vogel (je 6×), bei den Mannschaften das Bobteam von André Lange (9×) und bei den Behindertensportlern die Leichtathletin Birgit Pohl (5×) ausgezeichnet.

## Preisträger
| Jahr | Sportler                              | Sportlerin                              | Mannschaft                                                             | Behindertensportler                     |
| ---- | ------------------------------------- | --------------------------------------- | ---------------------------------------------------------------------- | --------------------------------------- |
| 2024 | Max Langenhan Rennrodeln              | Victoria Carl Skilanglauf               | ThSV Eisenach Handball                                                 |                                         |
| 2023 | Max Langenhan Rennrodeln              | Dajana Eitberger Rennrodeln             | Toni Eggert/Sascha Benecken Rennrodeln                                 | –                                       |
| 2022 | Johannes Ludwig Rennrodeln            | Victoria Carl Skilanglauf               | Toni Eggert/Sascha Benecken Rennrodeln                                 | –                                       |
| 2021 | Jonathan Hilbert Gehen                | Lisa Klein Bahn- u. Straßenradsport     | Toni Eggert/Sascha Benecken Rennrodeln                                 | Isabelle Foerder Sprint                 |
| 2020 | Christopher Grotheer Skeleton         | Pauline Grabosch Bahnradsport           | Rodel-Teamstaffel Rennrodeln                                           | RSB Thuringia Bulls Rollstuhlbasketball |
| 2019 | Erik Lesser Biathlon                  | Juliane Seyfarth Skispringen            | Bobteam Mariama Jamanka Bobsport                                       | RSB Thuringia Bulls Rollstuhlbasketball |
| 2018 | Thomas Röhler Speerwurf               | Kristina Vogel Bahnradsport             | Bobteam Mariama Jamanka Bobsport                                       |                                         |
| 2017 | Marcel Kittel Straßenradsport         | Kristina Vogel Bahnradsport             | Toni Eggert/Sascha Benecken Rennrodeln                                 |                                         |
| 2016 | Thomas Röhler Speerwurf               | Kristina Vogel Bahnradsport             | Thüringer HC-Bad Langensalza Frauenhandball                            |                                         |
| 2015 | Erik Lesser Biathlon                  | Kristina Vogel Bahnradsport             | Thüringer HC-Bad Langensalza Frauenhandball                            | Sven Baum Karate                        |
| 2014 | Marcel Kittel Straßenradsport         | Kristina Vogel Bahnradsport             | Thüringer HC-Bad Langensalza Frauenhandball                            | RSB Thuringia Bulls Rollstuhlbasketball |
| 2013 | Marcel Kittel Straßenradsport         | Andrea Henkel Biathlon                  | Bobteam Maximilian Arndt Bobsport                                      | Maria Seifert Leichtathletik            |
| 2012 | Tony Martin Straßenradsport           | Kristina Vogel Bahnradsport             | Thüringer HC-Bad Langensalza Frauenhandball                            | Maria Seifert Leichtathletik            |
| 2011 | Tino Edelmann Nordische Kombination   | Andrea Henkel Biathlon                  | Thüringer HC-Bad Langensalza Frauenhandball                            |                                         |
| 2010 | Axel Teichmann Skilanglauf            | Stephanie Beckert Eisschnelllauf        | Bobteam André Lange Bobsport                                           | Lars Christink Rollstuhlbasketball      |
| 2009 | Christoph Stephan Biathlon            | Kati Wilhelm Biathlon                   | Männer-Langlaufstaffel (Filbrich/Göring/Angerer/Teichmann) Skilanglauf |                                         |
| 2008 | Ronny Ackermann Nordische Kombination | Andrea Henkel Biathlon                  | Bobteam André Lange Bobsport                                           | Birgit Pohl Leichtathletik              |
| 2007 | Axel Teichmann Skilanglauf            | Andrea Henkel Biathlon                  | Bobteam André Lange Bobsport                                           | Mario Oehme Bogenschießen               |
| 2006 | Sven Fischer Biathlon                 | Kati Wilhelm Biathlon                   | Bobteam André Lange Bobsport                                           | Isabelle Foerder Leichtathletik         |
| 2005 | Ronny Ackermann Nordische Kombination | Andrea Henkel Biathlon                  | Bobteam André Lange Bobsport                                           | Isabelle Foerder Leichtathletik         |
| 2004 | Ralf Schumann Sportschießen           | Silke Kraushaar Rennrodeln              | Bobteam André Lange Bobsport                                           | Isabelle Foerder Leichtathletik         |
| 2003 | Ronny Ackermann Nordische Kombination | Manuela Henkel Skilanglauf              | Bobteam André Lange Bobsport                                           | Isabelle Foerder Leichtathletik         |
| 2002 | Frank Luck Biathlon                   | Kati Wilhelm Biathlon                   | Frauen-Biathlonstaffel (Apel/Henkel/Wilhelm/Disl) Biathlon             | Verena Bentele Skilanglauf, Biathlon    |
| 2001 | Marko Baacke Nordische Kombination    | Kati Wilhelm Biathlon                   | Bobteam André Lange Bobsport                                           | Catherine Bader-Bille Leichtathletik    |
| 2000 | Nils Schumann Mittelstreckenlauf      | Gunda Niemann-Stirnemann Eisschnelllauf | Bobteam André Lange Bobsport                                           | Birgit Pohl Leichtathletik              |
| 1999 | Sven Fischer Biathlon                 | Gunda Niemann-Stirnemann Eisschnelllauf | ThSV Eisenach Handball                                                 | Birgit Pohl Leichtathletik              |
| 1998 | Nils Schumann Mittelstreckenlauf      | Gunda Niemann-Stirnemann Eisschnelllauf | Stefan Krauße/Jan Behrendt Rennrodeln                                  | Birgit Pohl Leichtathletik              |
| 1997 | Sven Fischer Biathlon                 | Gunda Niemann-Stirnemann Eisschnelllauf | Bobteam Wolfgang Hoppe Bobsport                                        | Birgit Pohl Leichtathletik              |
| 1996 | Ralf Schumann Sportschießen           | Gunda Niemann Eisschnelllauf            | Bobteam Wolfgang Hoppe Bobsport                                        |                                         |
| 1995 | Frank Luck Biathlon                   | Gunda Niemann Eisschnelllauf            | Bobteam Wolfgang Hoppe Bobsport                                        |                                         |
| 1994 | Frank Luck Biathlon                   | Heike Drechsler Leichtathletik          | Bobteam Wolfgang Hoppe Bobsport                                        |                                         |
| 1993 | Mark Kirchner Biathlon                | Heike Drechsler Leichtathletik          | Bobteam Wolfgang Hoppe Bobsport                                        |                                         |
| 1992 | Mark Kirchner Biathlon                | Heike Drechsler Leichtathletik          | RSV Stadtilm Radball                                                   |                                         |
| 1991 | Hartwig Gauder Gehen                  | Heike Drechsler Leichtathletik          | Bobteam Wolfgang Hoppe Bobsport                                        |                                         |

1. ↑  keine Wahl, Ehrung für „besondere Leistung“